# César Hernández (baseball, 1990)
Pour les articles homonymes, voir César Hernández.
César Augusto Hernández (né le 23 mai 1990 à Valencia, Carabobo, Venezuela) est un joueur de deuxième but des Ligues majeures de baseball évoluant avec les Indians de Cleveland.

## Carrière
César Hernández signe son premier contrat professionnel en 2006 avec les Phillies de Philadelphie. Il fait ses débuts dans le baseball majeur avec cette équipe le 29 mai 2013. Il réussit son premier coup sûr au plus haut niveau le 30 mai contre le lanceur Franklin Morales des Red Sox de Boston.